# سالي جريج
سالي شحادة جريج عارضة أزياء لبنانية، وحاملة لقب ملكة جمال سابقة بعدما توجت في 5 أكتوبر2014 بمسابقة ملكة جمال لبنان 2014 .، التي جرت على مسرح «كازينو لبنان» في مدينة جونية، بيروت، مثلت لبنان في مسابقة ملكة جمال العالم 2014 وملكة جمال الكون 2014.

## حياتها
حاصلة على بكالوريوس في الهندسة المدنية من جامعة البلمند.
تزوجت عام 2015 من المحامي طوني خوري، وإنتقلت للعيش معه في الإمارات
في مايو 2018 رزقت بابنتها الأولى «راي» 

## مشوارها المهني
بدأت بتقديم البرامج التلفزيونية من خلال برنامج «صحتكن بالدني» على قناة المؤسسة اللبنانية للإرسال أواخر عام 2017 إنتقلت
مع عائلتها إلى الإمارات لتستقرّ هناك وقدمت برنامج The insider بنسخته العربية على على تلفزيون دبي 

## روابط خارجية
- LBCI website[وصلة مكسورة]